# Jorge Racca
Jorge Racca, né le 4 septembre 1971 à General Pico, en Argentine, est un ancien joueur argentin de basket-ball. Il évolue aux postes d'arrière et d'ailier.

## Palmarès
- Finaliste du Tournoi des Amériques 1995
- Champion d'Argentine 1996
- Vainqueur de la Liga Sudamericana 1996